# Everson Bispo Pereira
Everson Bispo Pereira (Salvador, 24 luglio 1997) è un calciatore brasiliano, difensore del Jacuipense.

## Caratteristiche tecniche
È un difensore centrale.

## Carriera
Cresciuto nelle giovanili del Bahia, ha esordito il 10 marzo 2016 in occasione del match di Copa do Nordeste vinto 2-1 contro il Juazeirense.

## Statistiche

### Presenze e reti nei club
Statistiche aggiornate al 7 agosto 2018.
| Stagione        | Squadra         | Campionato      | Campionato | Campionato | Coppe nazionali | Coppe nazionali | Coppe nazionali | Coppe continentali | Coppe continentali | Coppe continentali | Altre coppe | Altre coppe | Altre coppe | Totale | Totale | Totale |
| Stagione        | Squadra         | Comp            | Pres       | Reti       | Comp            | Pres            | Reti            | Comp               | Pres               | Reti               | Comp        | Pres        | Reti        | Pres   | Reti   |        |
| --------------- | --------------- | --------------- | ---------- | ---------- | --------------- | --------------- | --------------- | ------------------ | ------------------ | ------------------ | ----------- | ----------- | ----------- | ------ | ------ | ------ |
| 2016            | Bahia           | PD/BA+A         | 0          | 0          | CB              | 0               | 0               |                    | -                  | -                  | CDN         | 1           | 0           | 1      | 0      |        |
| 2017            | Bahia           | PD/BA+A         | 0+1        | 0          | CB              | 0               | 0               |                    | -                  | -                  |             | -           | -           | 1      | 0      |        |
| 2018            | Bahia           | PD/BA+A         | 2+10       | 0          | CB              | 1               | 0               | CS                 | 2                  | 0                  | CDN         | 1           | 0           | 16     | 0      |        |
| 2019            | Bahia           | PD/BA+A         | 2+0        | 0          | CB              | 0               | 0               |                    | -                  | -                  |             | -           | -           | 2      | 0      |        |
| Totale carriera | Totale carriera | Totale carriera | 15         | 0          |                 | 1               | 0               |                    | 2                  | 0                  |             | 2           | 0           | 20     | 0      |        |